# Brita (azienda)

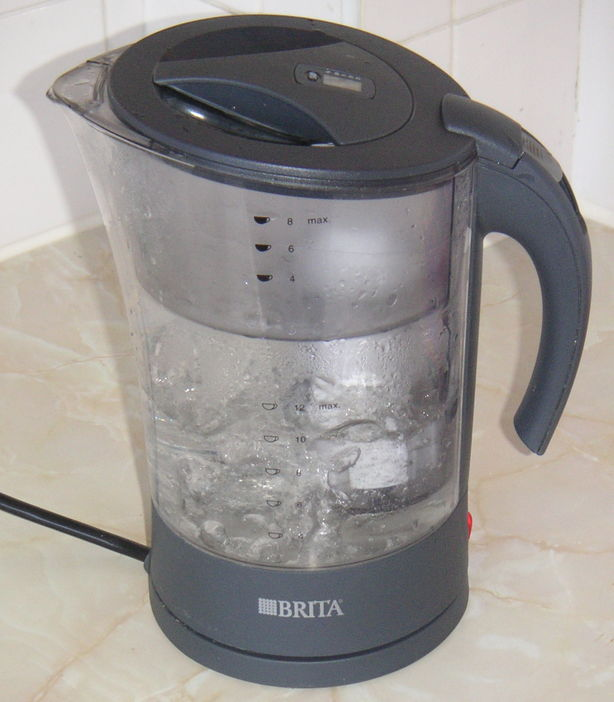
Un bollitore Brita, con elemento filtrante in alto e il riscaldatore sul fondo.

Brita GmbH è una società tedesca che produce prodotti per il trattamento dell'acqua potabile ad uso domestico. La società ha sede a Taunusstein vicino a Wiesbaden in Assia. Produce in Germania ma anche nel resto d'Europa e del mondo, commercializzando in 66 paesi.

## Prodotti

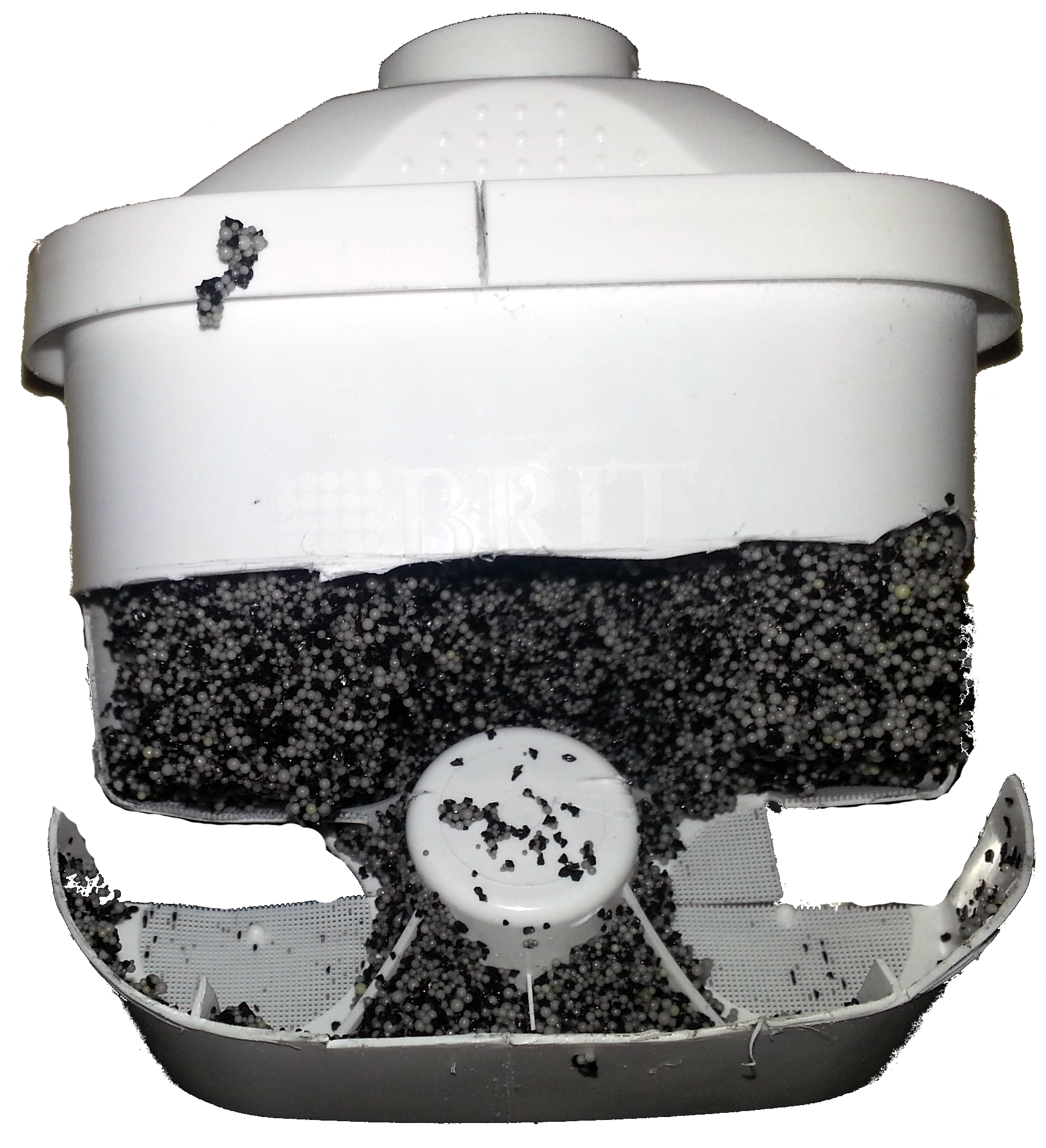
Un filtro Brita (tipo "Maxtra") aperto; si notano il particolato filtrante a carbone attivo e la resina a scambio ionico in bianco.

Brita progetta e fabbrica prodotti per il trattamento dell'acqua potabile  ad uso domestico come caraffe e rubinetti (senza BPA, in stirene metacrilato di metile come copolimero) bollitori e rubinetti specifici con integrato il filtro. Alcuni filtri sono riciclabili.
Il sistema si basa sull'uso del carbone attivo e di resina a scambio ionico. Il carbone attivo è fabbricato dai gusci di noci di cocco. Secondo Brita, i filtri hanno due effetti:
- Il carbone attivo elimina sostanze che inficiano il gusto, come il cloro stesso dell'acqua potabile.
- Lo scambio di ioni riduce la durezza dell'acqua e il rame e piombo.

I filtri di principio non potabilizzano l'acqua.

## Storia

### 1966–1980: Gli inizi
Heinz Hankammer fonda Brita nel 1966. Il nome deriva dalla variante tedesca del nome della figlia. Con il nome AquaDeMat la società commercializza il primo prodotto che serviva per l'impiego dell'acqua nelle batterie d'auto. Fino al 1970 vendettero 100.000 pezzi. L'idea per il trattamento dell'acqua potabile ad uso domestico nasce in Heinz Hankammer nel 1969. il brevetto viene registrato nel 1970. La sede della società dal 1971 giace a Taunusstein-Hahn e nel 1975 a Taunusstein-Wehen. Lo stesso fondatore della società sperimentò con l'uso domestico, la riduzione della durezza dell'acqua nella preparazione di te.
Nel 1979 Brita commercializza il primo sistema filtrante per acqua potabile.

### 1981–1988: L'espansione
Dopo il 1977 inizia la commercializzazione in Spagna e Gran Bretagna, e l'espansione del portafoglio prodotti in Europa. Nel 1980 inizia la commercializzazione di prodotti per uso professionale come Hotel, Catering e Vending.
Nel 1988, la Clorox Company di Oakland, California, entrò in commercio con la società per la distribuzione dei propri prodotti in nord e sud America. Nel 1995 nasce Canada's Brita International Holdings. Nel 2000, Clorox acquisisce il diritto del marchio in America fino al 2005. Nel 2008, Brita rientra nel mercato americano con Mavea.
In Gran Bretagna nel 1980 viene fondata „Brita Water Filter Systems Ltd.“ Nel 1987 viene fondata in Svizzera la società figlia e nel 1993 la prima sede produttiva al di fuori della Germania. Nel 1999 viene fondata la società polacca.
Dal 1992 le cartucce sono riciclabili.

### 1999: la generazione successiva
Dal 1999 la società diventa da Brita Wasserfilter-Systeme GmbH a Brita GmbH e con la conduzione alla seconda generazione con Markus Hankammer. Heinz Hankammer rimane come presidente nel consiglio di amministrazione di „Brita GmbH“. Nel settembre 2016 muore Heinz Hankammer.

### Dal 2000: Sviluppo globale
Dal 2000 avviene l'espansione nel mercato asiatico. Dal 2004 inizia la collaborazione con case produttrici di macchine per caffè espresso e altre apparecchiature a filtro incorporato.